# Charles Coran

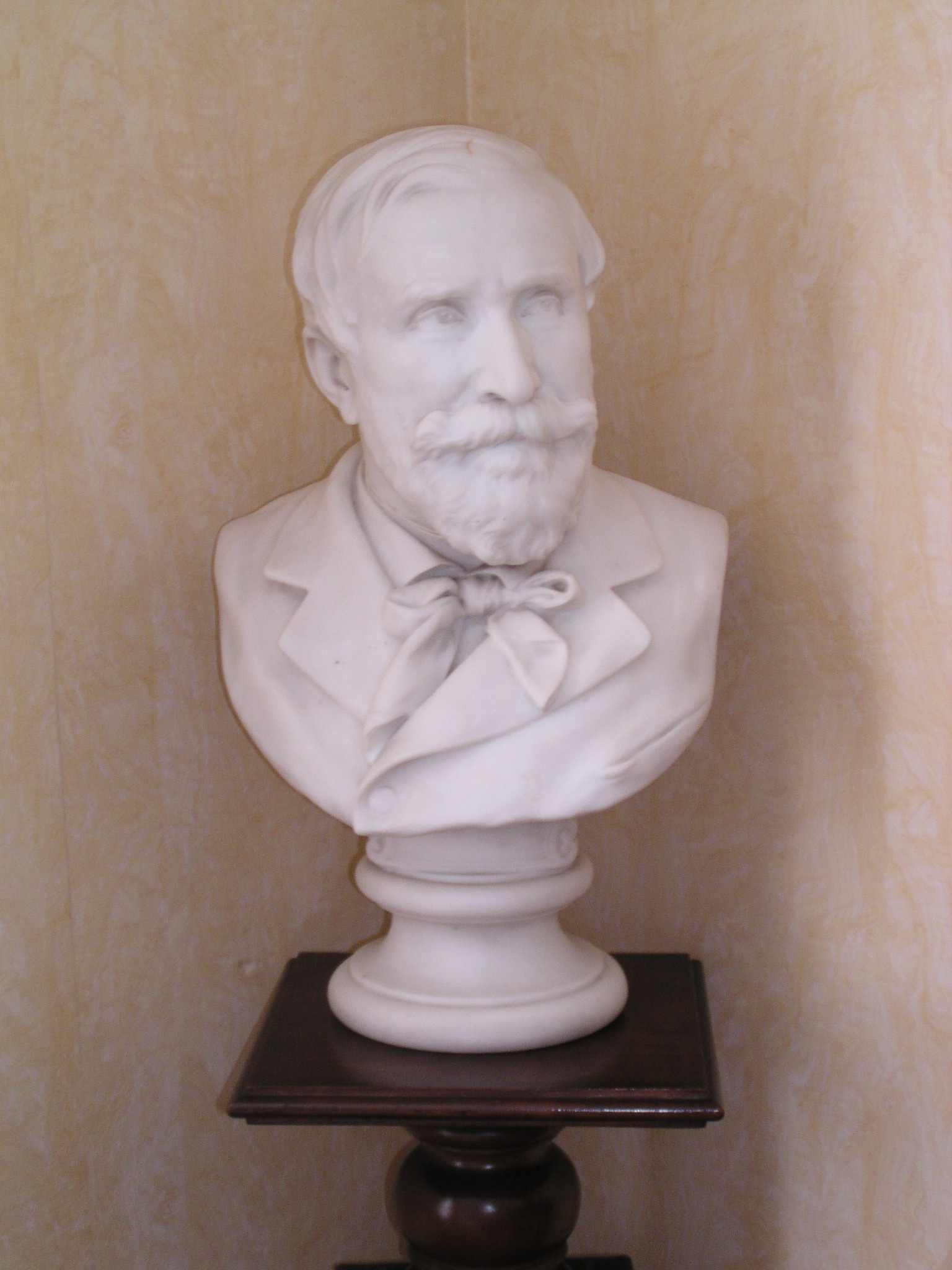
Charles Coran

Charles Coran (* 1814 in Paris; † 23. August 1901 in Boulogne-sur-Seine, Département Hauts-de-Seine) war ein französischer Lyriker bretonischer Herkunft.
Coran stammte aus einer alten bretonischen Familie, die sich bereits unter König Ludwig XVI. in Paris niedergelassen hatte.
Zusammen mit seinem bretonischen Landsmann und Kollegen Auguste Brizeux begann er mit Gedichten zu dilettieren und erreichte seinen literarischen Durchbruch 1840 mit seinem Werk „Onyx“. Der Literaturkritiker Charles-Augustin Sainte-Beuve sprach sich über dieses Erstlingswerk sehr positiv aus. Später machte er Coran auch mit dem Kreis der Parnassiens bekannt.
Über diesen wurde auch Alphonse Lemerre auf Coran aufmerksam und forderte diesen auf, sich an der später berühmt gewordenen Anthologie Le Parnasse contemporain zu beteiligen.

## Werke (Auswahl)
- Dernières élégances. 1869
- Onyx. 1840
- Poèsies. 1884 (3 Bde.)
- Rimes galantes. 1847